# グスタヴォ・トエニ
グスタヴォ・トエニ（Gustav Thöni、1951年2月28日 - ）はイタリア、トレンティーノ＝アルト・アディジェ州ボルツァーノ自治県ステルヴィオのTrafoi集落出身の元アルペンスキー選手。1970年代に活躍し、オリンピックで計3個のメダルを獲得した。従兄のローランド・トエニもアルペンスキーのオリンピックメダリストである。

## 来歴
グスタヴォ・トエニはスキーのインストラクターであった父ジョルグにスキー選手としての才能を見いだされ、従兄のローランド・トエニとともに南ティロルのTrafoiで育った。
1968年にイタリアのナショナルチーム入り、
1969年12月11日にヴァル＝ディゼールで行われた大回転でアルペンスキー・ワールドカップにデビュー、いきなり優勝してみせた。
更に回転で1勝、大回転で2勝を積み重ね、1970年アルペンスキー世界選手権では回転で4位入賞。大回転で種目別優勝、総合では3位となった。
1970-1971シーズンは大回転で2年連続の種目別優勝、総合のタイトルも獲得した。 
1972年札幌オリンピックでは滑降13位、大回転で金メダルを獲得、回転では2本目にラップタイムを奪ったもののフランシスコ・フェルナンデス・オチョア（スペイン）にわずかに及ばず銀メダルとなった。またオリンピック種目ではないが世界選手権としてのアルペン複合（滑降と回転の合計ポイントで競う）で金メダルとなった。
このシーズン、ワールドカップ総合で2連覇、種目別大回転で3連覇を達成した。
1972-1973シーズンは総合3連覇を達成、また種目別回転のタイトルを獲得した。
1974年アルペンスキー世界選手権では大回転、回転ともに制し2冠を達成し、またワールドカップでは種目別回転のタイトルを前年に続いて獲得した。
技術系（回転、大回転）種目を得意とするトエニであるが、滑降でも優れたパフォーマンスを見せた。1975年1月18日に伝統あるキッツビュールのハーネンカムレースで代表的ダウンヒラーの一人であるフランツ・クラマー(Franz Klammer)に僅か100分の1秒差の2位となった。1974-75シーズンに自身4度目のワールドカップ総合優勝を達成した。
1976年インスブルックオリンピックでは滑降26位、大回転4位、回転で銀メダルを獲得。しかし以後は70年代前半ほどの圧倒的な成績は残せなくなってきていた。
1975-76シーズンは総合3位、1976-77シーズン総合6位、1977-78シーズン総合26位、1978-79シーズン総合9位、1979-80シーズン総合51位。
1980年レークプラシッドオリンピックで回転8位、このシーズンを最後に現役を引退した。
ワールドカップ通算24勝（2位25回、3位20回）、総合優勝4回はマーク・ジラルデリの5回に継ぎ、ピルミン・ツルブリッゲン、ヘルマン・マイヤーと並ぶ歴代2位。
現役引退後はイタリアナショナルチームのコーチを務めた。特にアルベルト・トンバのパーソナルトレーナーを9年間務めて彼の栄光を支えた。
また、両親が経営していたHotel Bella Vistaを引き継いで営んでいる。

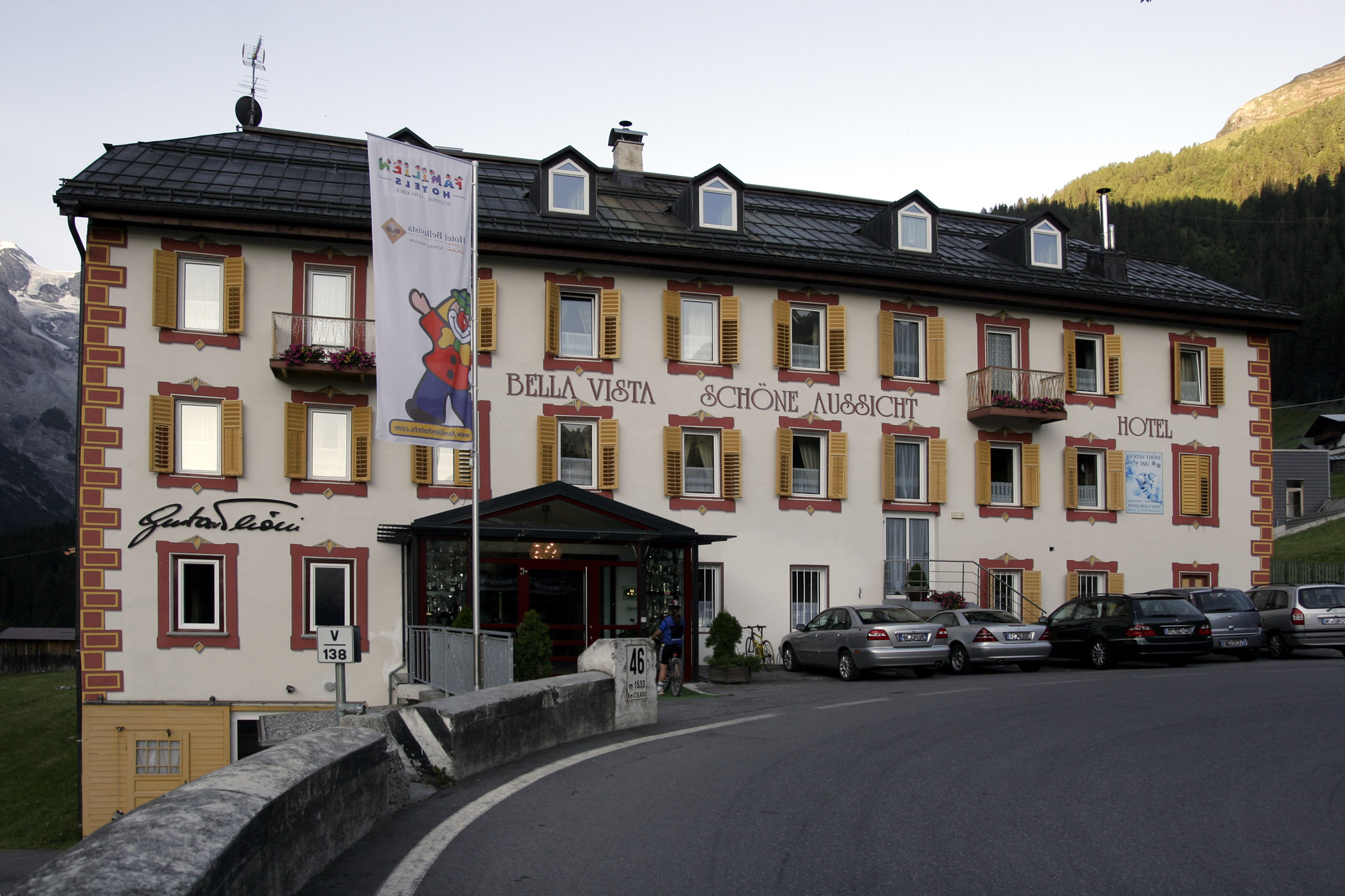
トエニが経営するTrafoiのHotel Bella Vista